# Alfa Romeo 910A
L'Alfa Romeo 910 A est un modèle d'autobus urbain et interurbain fabriqué par le constructeur italien Alfa Romeo SpA de 1957 à 1960.
Ce modèle aussi décliné en version trolleybus, fait partie d'une nouvelle génération d'autobus avec le moteur non plus situé à l'avant du véhicule mais à l'arrière et avec une position de l'essieu avant plus en retrait ce qui diminue l'empattement au profit de la stabilité et d'une meilleure maniabilité. 
Ces véhicules ont été livrés exclusivement à l'ATM de Milan. Un exemplaire prototype a été réalisé en 1956 sous le numéro de série 000? Ce modèle a été revendu à l'ATM de l'Ile d'Elbe.
Ce modèle fait suite à l'Alfa Romeo 902A. Il repose sur un châssis polyvalent à 2 essieux pour une unique version de 11,0 mètres selon le nouveau code de la route italien. Précédemment, il fallait 3 essieux pour cette longueur de caisse.
L'ATAC de Rome en a reçu 25 exemplaires en 1957 carrossés par Pistoiesi. Le moteur est un Alfa Romeo diesel 6 cylindres à injection directe type AR.1606, développant 130 ch d'une cylindrée de 9.495 cm3. Le nombre de places, selon la norme italienne, est de 20 places assises sur un total de 85. 
Comme de coutume à l'époque, le constructeur milanais lança une version trolleybus 910AF.